# Кампотосто
Кампото̀сто (на италиански: Campotosto, на местен диалект Camputostu, Кампутосту) е село и община в Южна Италия, провинция Акуила, регион Абруцо. Разположено е на 1420 m надморска височина. Населението на общината е 569 души (към 2010 г.).